# Viscosia tumidula
Viscosia tumidula är en rundmaskart som beskrevs av Christian Wieser 1959. Viscosia tumidula ingår i släktet Viscosia och familjen Oncholaimidae. Inga underarter finns listade i Catalogue of Life.